# Каду (народ)
Каду (бирм. ကတူးလူမျိုး, также встречается вариант кадо) — один из народов Мьянмы, этническая группа бирманцев. Язык каду относится к тибето-бирманской подсемье сино-тибетской языковой семьи. Носители языка каду проживают в районе Катха округа Сикайн. На 2012 год насчитывается 30 000 носителей языка каду.